# 1544 Vinterhansenia
1544 Vinterhansenia è un asteroide della fascia principale del diametro medio di circa 21,71 km. Scoperto nel 1941, presenta un'orbita caratterizzata da un semiasse maggiore pari a 2,3728899 UA e da un'eccentricità di 0,1050480, inclinata di 3,33337° rispetto all'eclittica.
L'asteroide è dedicato all'astronoma danese Julie M. Vinter Hansen.